# Regiones político-administrativas de Venezuela
Las regiones político-administrativas de Venezuela son agrupaciones administrativas de los estados de Venezuela constituidas desde el 11 de junio de 1969 por el entonces presidente; Rafael Caldera, quien dictó el Decreto n.º 72, sobre Regionalización Administrativa, en el que se creaba un nivel administrativo intermedio entre los poderes nacionales y las entidades federales, formado por las regiones administrativas. Estas regiones, cuyo número se fijó originalmente en ocho, y que después se aumentarían a nueve, englobaban varios estados, excepto en el caso de la Región Zuliana, donde coincidía un estado con una región. Se preveía que los organismos nacionales con dependencias regionalizadas o  zonificadas a su aire debían adaptarse a las regiones definidas en el decreto, y que en ese ámbito se efectuaría la coordinación entre las entidades federales y el Ejecutivo Nacional, con lo cual se aprovecharían las ventajas de la economía de escala y se economizarían recursos.
Todas ellas consisten de varios estados vecinos agrupados a excepción de la Región Zuliana, que comprende solo al estado Zulia.
Las regiones político-administrativas están concebidas para aprovechar las ventajas de la economía de escala de las diferentes zonas del país y evitar la mala asignación de recursos que trae consigo el centralismo.

## Regiones político-administrativas
| Mapa       | Región                                                                   | Territorios |
| ---------- | ------------------------------------------------------------------------ | ----------- |
|            |                                                                          |             |
|            |                                                                          |             |
| Central    | Aragua, Carabobo y Cojedes.                                              |             |
|            |                                                                          |             |
| Capital    | Distrito Capital, Miranda y La Guaira                                    |             |
| Occidental | Falcón, Lara, Portuguesa y Yaracuy.                                      |             |
| Guayana    | Amazonas, Bolívar, Delta Amacuro y Guayana Esequiba                      |             |
| Insular    | Dependencias Federales y Nueva Esparta                                   |             |
| Los Andes  | Barinas, Mérida, Táchira, Trujillo y el municipio Páez del estado Apure. |             |
| Los Llanos | Apure (sin el municipio Páez) y Guárico.                                 |             |
| Oriental   | Anzoátegui, Monagas y Sucre                                              |             |
| Zuliana    | Zulia                                                                    |             |